# Maison du Viguier
La maison du Viguier est une maison située dans la rue de la Ville à Meyrueis, dans le département de la Lozère en France.

## Description
|  |  |

La maison du viguier à Meyrueis est aussi appelée Hôtel Pagès de Pourcarès-Belon.

## Localisation
La maison est située sur la commune de Meyrueis, dans le département français de la Lozère.

## Historique
Les façades et les toitures de l'édifice sont inscrits au titre des monuments historiques en 1973.